# Zovashen, Kotayk
Zovashen là một đô thị thuộc tỉnh Kotayk, Armenia. Dân số ước tính năm 2011 là 142 người.